# Decano do Colégio dos Cardeais
O Decano do Colégio dos Cardeais, Deão do Sagrado Colégio dos Cardeais ou Cardeal-decano é o Cardeal que preside ao Sacro Colégio dos Cardeais, sendo eleito entre os seis cardeais-bispos, titulares das igrejas suburbicárias de Roma. Somente os cardeais-bispos, sob a presidência do cardeal-subdecano, se este estiver presente, ou do mais antigo, elegem entre si um para ser decano do Colégio, apresentando, depois, seu nome ao Soberano Pontífice, a quem compete aprovar o eleito.
O cardeal-decano assume como título a diocese de Óstia, acumulada juntamente com a outra igreja suburbicária que já tinha antes como título. O decanato confere ao cardeal eleito o estatuto de primeiro entre os Príncipes da Igreja.
O decano do Colégio Cardinalício é o presidente do referido colégio. Sempre detém o título de cardeal-bispo. Como símbolo da sua especial condição de primeiro entre os Cardeais e de titular da mais importante Diocese Suburbicária de Roma recebe ainda o pálio das mãos do Papa, de resto reservado aos Arcebispos Metropolitas.

## A escolha do decano entre os cardeais
É escolhido dentre os seis cardeais-bispos, os próprios cardeais o escolhem, com a aprovação do Papa, ou seja, não é necessariamente o cardeal mais antigo em exercício no colégio.
Era da tradição de Roma que o decano fosse o cardeal com mais tempo (mais antigo) dentre os seis cardeais-bispos das sedes suburbicárias. Assim estabelecia o Código de Direito Canónico de 1917. Paulo VI autorizou os seis bispos a elegerem entre eles o decano em 1965. Devendo, esta eleição, ser confirmada pelo Papa. Não tem função de governo sobre os demais cardeais, mas conserva a função de primus inter pares no colégio.
Com um documento datado de 29 de novembro e publicado em 21 de dezembro de 2019, o Papa Francisco, ao aceitar a renúncia do Cardeal Angelo Sodano como Decano, estabeleceu que, daqui para frente, o Decano do Colégio de Cardeais cumprirá um mandato de cinco anos que pode ser renovado uma vez. Sodano recebeu o título de "Dean Emérito" ao renunciar em 21 de dezembro de 2019. Em antecipação à eleição do sucessor de Sodano, Francisco disse: "Espero que eles elejam alguém que possa assumir essa importante responsabilidade em tempo integral." Anteriormente, o decano ocupava o cargo até a morte ou renúncia; não havia idade obrigatória para a aposentadoria

## O que cabe ao decano
É responsabilidade do decano convocar o conclave para a eleição de um novo papa. O decano preside o conclave.
Tem a responsabilidade de comunicar ao corpo diplomático acreditado junto a Santa Sé a notícia da morte do papa e aos chefes de Estado dessas respectivas nações, conforma a Constituição Apostólica Universi Dominici Gregis.
Segundo o cânone 355 do Código de Direito Canônico se o recém-eleito papa não é já um bispo, cabe ao decano ordená-lo como tal. Não sendo possível ao decano a incumbência recairá sobre o sub-decano e, ainda na impossibilidade deste último, o cardeal mais antigo da classe dos cardeais-presbíteros.
Conforme a seção 4 do cânon 350 o decano do colégio detém o título de Óstia, juntamente com qualquer outro que já possua, mantém, portanto, o título de sua anterior diocese suburbicária, acumulando-o com o de Óstia. Assim tem sido desde 1914, por decreto do Papa Pio X. No passado, os decanos, a partir do ano de 1150 cediam seu título precedente pelo título conjunto de Óstia e Velletri.

## Decanos do Colégio Cardinalício
Cada nome é seguido do ano de nascimento e morte e, logo em seguida, o ano em que foi criado cardeal e quando tornou-se decano.
Dentre os três mais recentes decanos, dois resolveram retirar-se ao completar o 80º aniversário natalício, uma vez que, com essa idade, perde-se o direito a voto no conclave. Sendo que um, Joseph Ratzinger, foi eleito Papa em 2005. Isso não ocorria desde o Papa Paulo IV em 1555.

### Primeiros Decanos
- Eudes de Lagery, O.S.B. (1042 - 1099) (1078), tornou-se papa com o nome de Urbano II em 1088
- Odon de Châtillon, O.S.B.Clun. (? - 1101) (1088)
  - Leão de Óstia, O.S.B. (1046 - 1116) (1088, 1101)[nota 1]
- Lamberto Scannabecchi, C.R.S.A. (? - 1130) (1099 - 1117), tornou-se papa com o nome de Honório II em 1124
- Crescêncio de Sabina (? - 1126) (1100, 1124)
- Pietro Senex (? - 1134) (1102, 1126) [nota 2]
- Guglielmo di Palestrina (? - 1139) (1122, 1129)
- Corrado della Suburra (1073-1154) (1127, 1139), tornou-se papa com o nome de Papa Anastácio IV em 1142
- Icmar de Túsculo (? - 1162) (1142, 1153 deposto em 1159[nota 3])
- Gregorio della Suburra (? - 1163) (1140, 1159)
- Ubaldo Allucignoli (1097 - 1185) (1141, 1163), tornou-se papa com o nome de Lúcio III em 1181
- Conrado de Wittelsbach (1120/25-1200) (1163, 1181)
- Ottaviano Poli dei conti di Segni (? - 1206) (1182, 1200)
- Pietro Gallozia (? - 1211) (1188, 1206)
- Nicola de Romanis (? - 1219) (1204, 1211)
- Ugo dei conti di Segni (1170 circa - 1241) (1198, 1219), tornou-se papa com o nome de Gregório IX em 1227
- Paio Galvão (1165 - 1230) (1205, 1227)
- Jean Halgrin d'Abbeville O.S.B. (1180-1237) (1227, 1230)
- Jacques de Vitry (1160/70-1240) (1228, 1237)
- Rinaldo di Jenne (1199 - 1261)  (1227, 1240), tornou-se papa com o nome de Alexandre IV em 1254
- Eudes de Châteauroux (1190-1273) (1244, 1254)
- João de Toledo (? - 1275) (1244, 1273)
- Pedro Julião (1215 - 1277) (1274, 1275), tornou-se papa com o nome de João XXI em 1276
- Vicedomino de Vicedominis O.F.M. (1210/15-1274) (1273, 1274)[nota 4]
- Bertrand de Saint-Martin (cerca de 1220 - 1275) (1273, 1275)[nota 5]
- Giovanni Visconti (? - 1277) (1275, 1276)[nota 6]
- Ordonho Alvares (1198-1285) (1278, 1278)
- Bentivegna de Bentivegni O.F.M. (1230-1289) (1278, 1285)
- Latino Malabranca Orsini (? - 1294) (1278, 1289)
- Hugues Aycelin de Billom (1230 c.a. - 1297) (1288, 1294)
- Gerardo Bianchi (1220/25-1302) (1278, 1297)
- Giovanni Boccamazza (século XII - 1309), (1285, 1302)
- Leonardo Patrasso (1230 - 1311) (1300, 1309)
- Giovanni da Morrovalle O.F.M. (1250 - 1312) (1302, 1311)
- Niccolò Albertini, O.P. (1250 c.a. - 1321) (1303, 1313)
- Bérenger de Frédol il Vecchio (1250 - 1323)  (1305, 1321)
- Bérenger de Frédol il Giovane (? - 1323) (1312, 1323)
- Guillaume Pierre Godin O.P. (1260 - 1336) (1312, 1323)
- Pierre des Prés (ou Després) (1288 - 1361) (1320, 1336)
- Hélie de Talleyrand-Périgord (1301-1364) (1331, 1361)
- Guy de Boulogne (1313 - 1373) (1342, 1364)
- Angelic de Grimoard (1315 / 1320 - 1388) (1366, 1373 deposto pelo papa Urbano VI em 1378, enquanto suspeito de obediência a Avinhão, até 1388)

### Cisma do Ocidente
Com o Cisma do Ocidente o Colégio cardinalício se divide e alguns cardeais seguiram um antipapa formando outro colégio.
| Obediência a Roma (1378-1415) - Tomás de Frignano O.F.M. (1305-1381) (1378, 1378) - Francesco Moricotti Prignano (? - 1394)(1378, 1381) - Filipe d'Alençon (1339 c.a. - 1397) (1378, 1394) - Pietro Pileo da Prata (1330-1400) (1378, 1397) - Angelo Acciaiuoli (1340 - 1408) (1384 1405) - Enrico Minutolo (? - 1412) (1389, de 1408 ao final de 1409) - Angelo Correr (ca.1330-1417) (1408, de 1409 a 1415) | Obediência a Avinhão (1378-1429) - Angelic de Grimoard (final de 1388) - Pietro Corsini (1335-1405) (1370, 1388) - Guy de Malesec (? - 1412) (1375, 1405 deposto em 1409, mantém o cargo na obediência pisana) - Jean Flandrin (depois de 1301-1415) (1390, 1405) - Julián Lobera y Valtierra (? - 1435) (1423, de 1423 a 1429) | Obediência a Pisa (1409-1415) - Guy de Malesec (até 1411) - Jean Allarmet de Brogny (1342 - 1426) (1385, 1411) |

### A partir do Concílio de Constança
Com o Concílio de Constança (1414-1418), reconhecido como "ecumênico" pela Igreja Católica, convocada a pedido do imperador Sigismundo em Constança para pôr fim ao cisma do Ocidente, teve a renúncia do Papa Gregório XII e a deposição de outros dois contendores. O Colégio dos Cardeais, em seguida, reagrupou-se em uma única entidade.
- Angelo Correr (ca.1330-1417) (1415, 1415)[nota 8]
- Jean Allarmet de Brogny (1342-1426) (1385, 1417)
- Angelo d'Anna de Sommariva O.S.B. Cam. (? - 1428) (1384, 1426)
- Giordano Orsini (? - 1438) (1405, 1428)
- Antonio Correr, C.R.S.G.A.  (1359 - 1445) (1408, 1438)
- Giovanni Berardi di Tagliacozzo (1380-1449) (1439, 1445)[nota 9]
- Juan de Cervantes (1380-1453) (1426, 1446)
- Giorgio Fieschi (? - 1461) (1439, 1453)
- Isidoro de Kiev (1380/90-1463) (1439, 1461)
- Guillaume d'Estouteville (1403-1483) (1439, 1462)
- Rodrigo Borja y Borja (1430/1432 - 1503) (1456, 1483), tornou-se papa com o nome de Alexandre VI em 1492
- Oliviero Carafa (1430 - 1511) (1467, 1492)
- Raffaele Sansoni Riario (1460 - 1521) (1477, 1511)
- Bernardino López de Carvajal y Sande (1456 - 1523) (1493, 1521)
- Francesco Soderini (1453 - 1524) (1503, 1524)
- Niccolò Fieschi (1456 - 1524) (1503, 1524)
- Alessandro Farnese (1468 - 1549) (1493, 1524), tornou-se papa com o nome de Paulo III em 1534
- Giovanni Piccolomini (1475 - 1537) (1517, 1535)
- Giovanni Domenico de Cupis (1493 - 1553) (1517, 1537)
- Gian Piero Carafa, (1476 - 1559), (1536, 1553), tornou-se papa com o nome de Paulo IV em 1555
- Jean du Bellay (1492 - 1560) (1535, 1555)
- François de Tournon (1489 - 1562) (1530, 1560)
- Rodolfo Pio de Carpi (1500–1564) (1536, 1562)
- Francesco Pisani (1494–1570) (1517, 1564)
- Giovanni Girolamo Morone (1509–1580) (1542, 1570)
- Alessandro Farnese (1520–1589) (1534, 1580)
- Giovanni Antonio Serbelloni (1519–1591) (1560, 1589)
- Alfonso Gesualdo (?-1603) (1561, 1591)
- Tolomeo Gallio (1526–1607) (1565, 1603)
- Domenico Pinelli (1541–1611) (1585, 1607)
- François de Joyeuse (1562–1615) (1583, 1611)
- Antonio Maria Galli (1553–1620) (1586, 1615)
- Antonio Maria Sauli (1541–1623) (1587, 1620)
- Francesco Maria Bourbon del Monte Santa Maria (1549–1626) (1588, 1623)
- Ottavio Bandini (1558–1629) (1596, 1626)
- Giovanni Battista Deti (1576–1630) (1599, 1629)
- Domenico Ginnasi (1550–1639) (1604, 1630)
- Carlos Emanuel Pio de Saboia senior (1585–1641) (1604, 1639)
- Marcello Lante della Rovere (1561–1652) (1606, 1641)
- Giulio Roma (1584–1652) (1621, 1652)
- Carlos de Médici (1595–1666) (1615, 1652)
- Francesco Barberini, senior (1597–1679) (1623, 1666)
- Cesare Facchinetti (1608–1683) (1643, 1680)
- Niccolò Albergati-Ludovisi (1608–1687) (1645, 1683)
- Alderano Cybo-Malaspina (1613–1700) (1645, 1687)
- Emmanuel-Théodose de La Tour d'Auvergne (1643–1715) (1669, 1700)
- Nicola Acciaiouli (1630–1719) (1669, 1715)
- Fulvio Astalli (1655–1721) (1686, 1719)
- Sebastiano Antonio Tanara (1650–1724) (1695, 1721)
- Francesco del Giudice (1647–1725) (1690, 1724)
- Fabrizio Paolucci (1651–1726) (1697, 1725)
- Francesco Barberini junior (1662–1738) (1690, 1726)
- Pietro Ottoboni (1667–1740) (1689, 1738)
- Tommaso Ruffo (1663–1753) (1706, 1740)
- Pietro Luigi Carafa (1677–1755) (1728, 1753)
- Raniero d'Elci (1670–1761) (1737, 1756)
- Giuseppe Spinelli (1694–1763) (1735, 1761)
- Carlo Alberto Guidoboni Cavalchini (1683–1774) (1743, 1763)
- Fabrizio Serbelloni (1695–1775) (1753, 1774)
- Gian Francesco Albani (1720–1803) (1747, 1775) decanato mais longo
- Henrique Benedito Stuart (1725–1807) (1747, 1803) cardinalato mais longo
- Leonardo Antonelli (1730–1811) (1775, 1807)
- Alessandro Mattei (1744–1820) (1779, 1814) sede vacante, exílio imposto por Napoleão
- Giulio Maria della Somaglia (1744–1830) (1795, 1820)
- Bartolomeo Pacca (1756–1844) (1801, 1830)
- Lodovico Micara, O.F.M.Cap. (1775–1847) (1824, 1844)
- Vincenzo Macchi (1770–1860) (1826, 1847)
- Mario Mattei (1792–1870) (1832, 1860)
- Costantino Patrizi Naro (1798–1876) (1834, 1870)
- Luigi Amat de San Filippo e Sorso (1796–1878) (1837, 1877)
- Camillo de Pietro (1806–1884) (1853, 1878)
- Carlo Sacconi (1808–1889) (1861, 1884)
- Raffaele Monaco La Valletta (1827–1896) (1868, 1889)
- Luigi Oreglia di Santo Stefano (1828–1913) (1873, 1896)
- Serafino Vannutelli (1834–1915) (1887, 1913)
- Vincenzo Vannutelli (1836–1930) (1889, 1915)
- Gennaro Granito Pignatelli di Belmonte (1851–1948) (1911, 1930)
- Francesco Marchetti-Selvaggiani (1871–1951) (1930, 1948)
- Eugène Tisserant (1884–1972) (1936, 1951)
- Amleto Giovanni Cicognani (1883–1973) (1958, 1972)
- Luigi Traglia (1895–1977) (1960, 1974)
- Carlo Confalonieri (1893–1986) (1958, 1977)
- Agnelo Rossi (1913–1995) (1965, 1986, d. 1993)
- Bernardin Gantin (1922-2008) (1977, 1993, d. 2002)
- Joseph Ratzinger (1927-2022) (1977, 2002), tornou-se papa com o nome de Bento XVI em 2005
- Angelo Sodano (1927-2022) (1991, 2005, 2019)
- Giovanni Battista Re (1934-) (2001, 2020) primeiro reitor eleito para um mandato de 5 anos.

## Vice-decano
- Raffaele Riario † (1508 - 1511)
- Francesco Soderini † (1523 - 1523)
- Niccolò Fieschi † (1523 - 1524)
- Alessandro Farnese † (1524 - 1524)
- Antonio Maria Ciocchi del Monte † (1524 - 1533)
- Giovanni Piccolomini † (1533 - 1535)
- Giovanni Domenico de Cupis † (1535 - 1537)
- Bonifacio Ferrero † (1537 - 1543)
- Antonio Sanseverino, O.B.E. † (1543 - 1543)
- Marino Grimani † (1543 - 1546)
- Giovanni Salviati † (1546 - 1553)
- Gian Pietro Carafa † (1553 - 1553)
- Jean du Bellay † (1553 - 1555)
- Rodolfo Pio † (1555 - 1562)
- Francesco Pisani † (1562 - 1564)
- Federico Cesi † (1564 - 1565)
- Giovanni Girolamo Morone † (1565 - 1570)
- Cristoforo Madruzzo † (1570 - 1578)
- Alessandro Farnese † (1578 - 1580)
- Fulvio Giulio della Corgna, O.B.E. † (1580 - 1583)
- Giacomo Savelli † (1583 - 1587)
- Giovanni Antonio Serbelloni † (1587 - 1589)
- Alfonso Gesualdo † (1589 - 1591)
- Innico d'Avalos d'Aragona, O.S. † (1591 - 1600)
- Tolomeo Gallio † (1600 - 1603)
- Girolamo Rusticucci † (1603 - 1603)
- Girolamo Simoncelli † (1603 - 1605)
- Domenico Pinelli † (1605 -1607)
- Girolamo Bernerio, O.P. † (1607 - 1611)
- Antonio Maria Galli † (1611 - 1615)
- Antonio Maria Sauli † (1615 - 1620)
- Giovanni Evangelista Pallotta † (1620 - 1620)
- Benedetto Giustiniani † (1620 - 1621)
- Francesco Maria Bourbon del Monte Santa Maria † (1621 - 1623)
- Francesco Sforza † (1623 - 1624)
- Ottavio Bandini † (1624 - 1626)
- Giovanni Battista Deti † (1626 - 1629)
- Domenico Ginnasi † (1629 - 1630)
- Carlo Emmanuele Pio di Savoia † (1630 - 1639)
- Marcello Lante † (1639 - 1641)
- Pier Paolo Crescenzi † (1641 - 1645)
- Francesco Cennini de' Salamandri † (1645 - 1645)
- Giulio Roma † (1645 - 1652)
- Carlo de' Medici † (1652 - 1652)
- Francesco Barberini † (1652 - 1666)
- Marzio Ginetti † (1666 - 1671)
- Francesco Maria Brancaccio † (1671 - 1675)
- Ulderico Carpegna † (1675 - 1679)
- Cesare Facchinetti † (1679 - 1680)
- Carlo Rossetti † (1680 - 1681)
- Niccolò Albergati Ludovisi † (1681 - 1683)
- Alderano Cibo † (1683 - 1687)
- Pietro Vito Ottoboni † (1687 - 1689) eleito com nome Alexandre VIII
- Giacomo Franzoni † (1689 - 1697)
- Flavio Chigi † (1689 - 1693)
- Paluzzo Paluzzi Altieri degli Albertoni † (1698 - 1698)
- Emmanuel Théodose de La Tour d'Auvergne de Bouillon † (1698 - 1700)
- Nicolò Acciaiuoli † (1700 - 1715)
- Vincenzo Maria Orsini, O.P. † (1715 - 1724) eleito com nome Bento XIII
- Fabrizio Paolucci † (1724 - 1725)
- Francesco Pignatelli, C.R. † (1725 - 1734)
- Pietro Ottoboni † (1734 - 1738)
- Tommaso Ruffo † (1738 - 1740)
- Annibale Albani † (1743 - 1751)
- Pierluigi Carafa † (1751 - 1753)
- Giovanni Antonio Guadagni, O.C.D. † (1756 - 1759)
- Giuseppe Spinelli † (1759 - 1761)
- Francesco Scipione Maria Borghese † (1759 - 1759)
- Camillo Paolucci † (1761 - 1763)
- Federico Marcello Lante della Rovere † (1763 - 1773)
- Gian Francesco Albani † (1773 - 1776)
- Carlo Rezzonico † (1776 - 1799)
- Leonardo Antonelli † (1800 - 1807)
- Luigi Valenti Gonzaga † (1807 - 1808)
- Giuseppe Maria Doria Pamphilj † (1814 - 1816)
- Giulio Maria Della Somaglia † (1818 - 1820)
- Michele di Pietro † (1820 - 1821)
- Bartolomeo Pacca † (1821 - 1830)
- Pietro Francesco Galleffi † (1830 - 1837)
- Emmanuele de Gregorio † (1837 - 1839)
- Giovanni Francesco Falzacappa † (1839 - 1840)
- Carlo Maria Pedicini † (1840 - 1843)
- Ludovico Micara, O.F.M.Cap. † (1843 - 1844)
- Vincenzo Macchi † (1844 - 1847)
- Luigi Lambruschini, B. † (1847 - 1854)
- Costantino Patrizi Naro † (1860 - 1876)
- Camillo Di Pietro † (1877 - 1878)
- Jean Baptiste François Pitra, O.S.B. † (1884 - 1889)
- Luigi Oreglia di Santo Stefano † (1889 - 1896)
- Gaetano de Lai † (1919 - 1928)
- Gennaro Granito Pignatelli di Belmonte † (1929 - 1930)
- Basilio Pompilj † (1930 - 1931)
- Michele Lega † (1931 - 1935)
- Donato Sbarretti † (1935 - 1939)
- Enrico Gasparri † (1942 - 1946)
- Eugène Tisserant † (1948 - 1951)
- Clemente Micara † (1951 - 1965)
- Giuseppe Pizzardo † (1965 - 1970)
- Luigi Traglia † (1972 - 1974)
- Carlo Confalonieri † (1974 - 1977)
- Paolo Marella † (1977 - 1984)
- Sebastiano Baggio † (1986 - 1993)
- Agostino Casaroli † (1993 - 1998)
- Joseph Ratzinger (1998 - 2002)
- Angelo Sodano (2002 - 2005)
- Roger Etchegaray † (2005 - 2017)
- Giovanni Battista Re (2017 - 2020)
- Leonardo Sandri, desde 2020